# Haras national de Rușețu
Le haras national de Rușețu (roumain : Herghelia Rușețu) est un haras national situé à Rușețu, en Roumanie. Il est le haras historique de sélection du Trait roumain, et élève aussi depuis une époque plus récente le Furioso-North Star.

## Histoire
Les prémices de création du haras remontent dès 1900, lorsqu'un étalon Nonius et deux juments poulinières hongroises sont amenés au domaine alors propriété de la couronne austro-hongroise. En 1906, un étalon arabe a également été acheté pour la reproduction.
Le haras est créé en 1919, sur les domaines qui appartenaient à la couronne, notamment sur les terres du monastère de Mărgineni et Văcărești (ro), couvrant une superficie de 2 000 hectares au total,. La tradition locale veut que l'initiative de sa création soit du fait de la reine Marie, grande amatrice de chevaux et cavalière accomplie. Elle visite le haras de nombreuses fois.  Jusqu'en 1943, le haras s'étend sur 2945 ha avec les terres de la réserve d'état. Le palais miniature du domaine, laissé à l'abandon par les communistes, finit par s'effondrer totalement lors d'un tremblement de terre en 1986. 
Le haras national de Rușețu est le lieu de sélection du Trait roumain, qui finit par être officialisé comme race en 1988. 
En novembre 2002, le haras passe sous l'administration de la Direction des forêts de Buzău,. En novembre 2012, le cheptel reproducteur et les jeunes reproducteurs de la race Furioso-North Star, provenant du haras de Beclean, sont amenés au haras de Rusetu. Depuis juillet 2015, le haras de Rușețu est sous la tutelle de la Direction de l'élevage, de l'exploitation et de l'amélioration du cheval, en tant que sous-unité de cette dernière.

## Missions
Le haras national de Rușețu est destiné à l'élevage de la race du Trait roumain, plus précisément sa variété de plaine (de Rușețu). Il détient un troupeau reproducteur de cette race, ainsi que des chevaux de diverses autres races, dont le Furioso-North Star ; il est également considéré comme un haras d'élevage du Furioso.
Il promeut des chevaux à travers les sports équestres et l'équitation de loisir. C'est aussi un haras public destiné à l'élevage des chevaux dans sa région.

## Équipements
Le haras se trouve dans le județ de Buzău, sur une vaste plaine, à la confluence des judets de Buzău, Brăila et Ialomița. Il est divisé en trois sections : Mărgineanca, Lunca Nouă et Stupina. Le site dispose d'écuries, de greniers à foin, de hangars à grains, de sièges administratifs, de paddocks, d'une piste d'entraînement, d'un atelier mécanique et d'une pharmacie, ainsi que de terres agricoles.

## Chevaux célèbres
L'étalon Talion, né et élevé à Rușețu d'un père qui est un autre grand champion, l'étalon Luptăto, et de la jument Tufița, est resté célèbre dans toute la Roumanie. Le 5 juillet 1970, il est le premier cheval roumain à passer sous la barre des 1.19.9/km dans la course du Derby à l'hippodrome de Ploiesti, qui, selon les chroniques de l'époque, a également établi le record du nombre de spectateurs au Derby de la Trappe, soit environ 11 000 personnes.